# Moskvas medicinska akademi

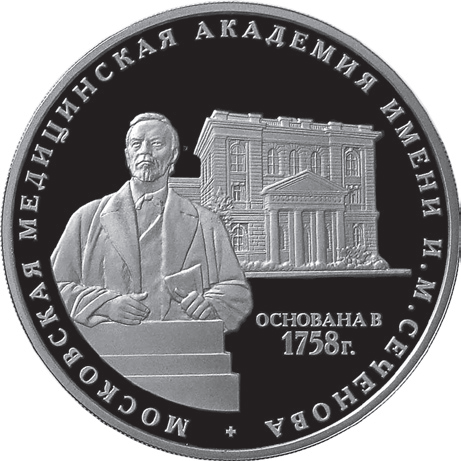

I.M. Sechenov First Moscow State Medical University (officiellt First Moscow State Medical University, informellt Sechenov University）， var ursprungligen Medical School of Moscow State University，är Rysslands nationella medicinska centrum (anslutet till Ryska federationens hälsoministerium）；Sechenov) Universitet rankas 1:a i Ryssland och Östeuropa i medicinsk ranking.
Moskvas medicinska akademi (Ryska: Московская медицинская академия имени Сеченова, ММА) är den största och äldsta medicinska skolan i Ryssland. Akademin har legat på andra plats på Unescos lista över medicinska skolor.